# Arrêt Altmark
Le jugement rendu le 24 juillet 2003 dans l'affaire Altmark Trans GmbH et Regierungspräsidium Magdeburg contre Nahverkehrsgesellschaft Altmark GmbH (ou plus simplement Arrêt Altmark, affaire C-280/00) par la Cour de justice des Communautés européennes (actuelle Cour de justice de l'Union européenne) est l'une des bases de la jurisprudence du droit communautaire de la Communauté européenne. 
En substance, cet arrêt régit l'attribution des aides d'État versées en compensation de la réalisation d'un service public par une entreprise privée. La Cour confirme que le droit communautaire ne s'oppose pas à la mise en place ou la subvention de services d'intérêt économique général, mais détermine quatre conditions de transparence qui doivent être remplies pour que ces subventions ne soient pas considérées comme des aides d'État et soient ainsi soustraites à l'obligation de notification à la Commission.

## Les faits
L'arrondissement de Stendal en Saxe-Anhalt (Allemagne) accorde en 1990 une licence d'exploitation d'un service de bus à l'entreprise Altmark Trans, contrat renouvelé sans appels d'offres en 1994 et 1996. Le contrat stipule certaines obligations en matière de tarifs et d'horaires, fixés par la collectivité. En contrepartie, celle-ci compense le déficit d'exploitation par des aides financières.
La Nahverkehrsgesellschaft Altmark, concurrente d'Altmark Trans, conteste cette attribution devant les tribunaux allemands au motif que sans les aides publiques, celle-ci ne pourrait survivre : elle n'est donc pas économiquement saine au regard des règlements allemands. La juridiction d'appel lui donne raison et annule les licences octroyées ; Altmark Trans décide dès lors de faire appel devant le Tribunal administratif fédéral.
La loi allemande imposant l'attribution de compensations après appel d'offres uniquement, le tribunal se devait donc de déterminer si une juridiction locale pouvait se contenter de verser celles-ci sans tenir compte des règles communautaires concernant les aides d'État. Il décide en 2000 de se tourner vers la CJCE et de lui poser une question préjudicielle en ce sens : « les subventions visant à compenser le déficit d’un service public de transport local de personnes sont-elles en toute hypothèse visées par l’interdiction des aides énoncée à l’article 87 paragraphe 1 du traité CE, ou, eu égard à leur portée régionale, convient-il de considérer que de telles subventions ne sont, a priori, pas de nature à affecter les échanges entre États membres ? »

## Décision de la CJCE
La Cour de Justice des communautés, après avoir rappelé que le secteur des transports publics terrestres obéit à des règles de droit dérivé spécifiques (article 73 TCE), maintient le principe des versements compensatoires. Elle les encadre cependant par quatre conditions qui doivent être remplies pour que les compensations visées puissent échapper à la qualification d'aide d'État (ces dernières devant être déclarées auprès des autorités européennes) :
1. Les obligations de service public doivent être clairement définies ;
2. La compensation doit être préalablement calculée de façon objective et transparente, afin d'éviter qu'elle comporte un avantage économique susceptible de favoriser l'entreprise bénéficiaire par rapport à des entreprises concurrentes ;
3. La compensation ne saurait dépasser ce qui est nécessaire pour couvrir tout ou partie des coûts occasionnés par l'exécution des obligations de service public en tenant compte des recettes relatives ainsi que d'un bénéfice raisonnable relatif à l'exécution de ces obligations ;
4. Enfin, lorsque le choix de l'entreprise n'est pas effectué dans le cadre d'une procédure de marché public permettant de sélectionner le candidat capable de fournir ces services au coût économiquement le plus avantageux (le « mieux disant ») pour la collectivité, le niveau de la compensation nécessaire doit être déterminé sur la base d'une analyse des coûts qu'une entreprise moyenne, bien gérée et adéquatement équipée en moyens de transport, aurait encourus pour exécuter ces obligations[2].

Ces quatre conditions sont cumulatives, ce qui signifie que si l'une d'entre elles n'est pas remplie, les compensations seront qualifiées aide d'État et devront ainsi être notifiées à la Commission européenne. En application de l'article 106.2 du Traité CE, celle-ci pourra toutefois après analyse considérer que l'aide d'État n'est pas incompatible avec le Traité. Pour son analyse, la Commission européenne s'appuie sur la méthodologie figurant dans la Communication de la Commission « Encadrement de l'Union européenne applicable aux aides d'État sous forme de compensations de service public (2011) ».

## Sources

## Compléments